# Przedmieście (obwód tarnopolski)
Przedmieście (ukr. Передмістя, Peredmistia) – wieś na Ukrainie, w rejonie czortkowskim obwodu tarnopolskiego.
W 2001 roku liczyła 370 mieszkańców. Droga terytorialna T2016 przechodzi obok wsi.

## Historia
Właścicielem wsi był m.in. Stanisław Jan Koniecpolski w roku 1672 (zm. 1682, oboźny koronny w 1676, wojewoda podolski w 1679, kasztelan krakowski w 1682, starosta bełski, syn Aleksandra Koniecpolskiego (1620-1659) i Joanny Barbary z Zamoyskich).
Przez jakiś czas, m.in. w 1744, Przedmieście dzierżawił szlachcic Dzierżek, łowczy żydaczowski.
Właściciel wsi Krzysztof Grudnicki w swym testamencie z 9 marca 1811 zapisał swoim wnukom Elżbiecie i Sylwestrowi Wolańskim, dzieciom Mikołaja Wolańskiego i Barbary z Grudnickich, część dóbr ziemskich Przedmieście. W 1860 wieś wchodziła w skład powiatu Jazłowiec w obwodzie czortkowskim, właścicielem dóbr ziemskich Przedmieście był Ludwik Winnicki.
W II Rzeczypospolitej miejscowość należała do gminy wiejskiej Jazłowiec II w powiecie buczackim województwa tarnopolskiego.
W latach 1944–1945 nacjonaliści ukraińscy z OUN-UPA zamordowali tu łącznie 10 Polaków.
Od 2 marca 1990 wieś jest siedzibą rady wiejskiej.

## Zabytki
- cerkiew pw. Świętego Michała Archanioła (istniała już w 1708[10])
- cmentarz

## Ludzie
- Omelan Łogusz – ukraiński dziennikarz, działacz Organizacji Ukraińskich Nacjonalistów, członek Ukraińskiej Głównej Rady Wyzwoleńczej (UHWR).